# Dracula chimaera
Dracula chimaera là một loài lan. Đây là loài điển hình của chi Dracula.

## Hình ảnh

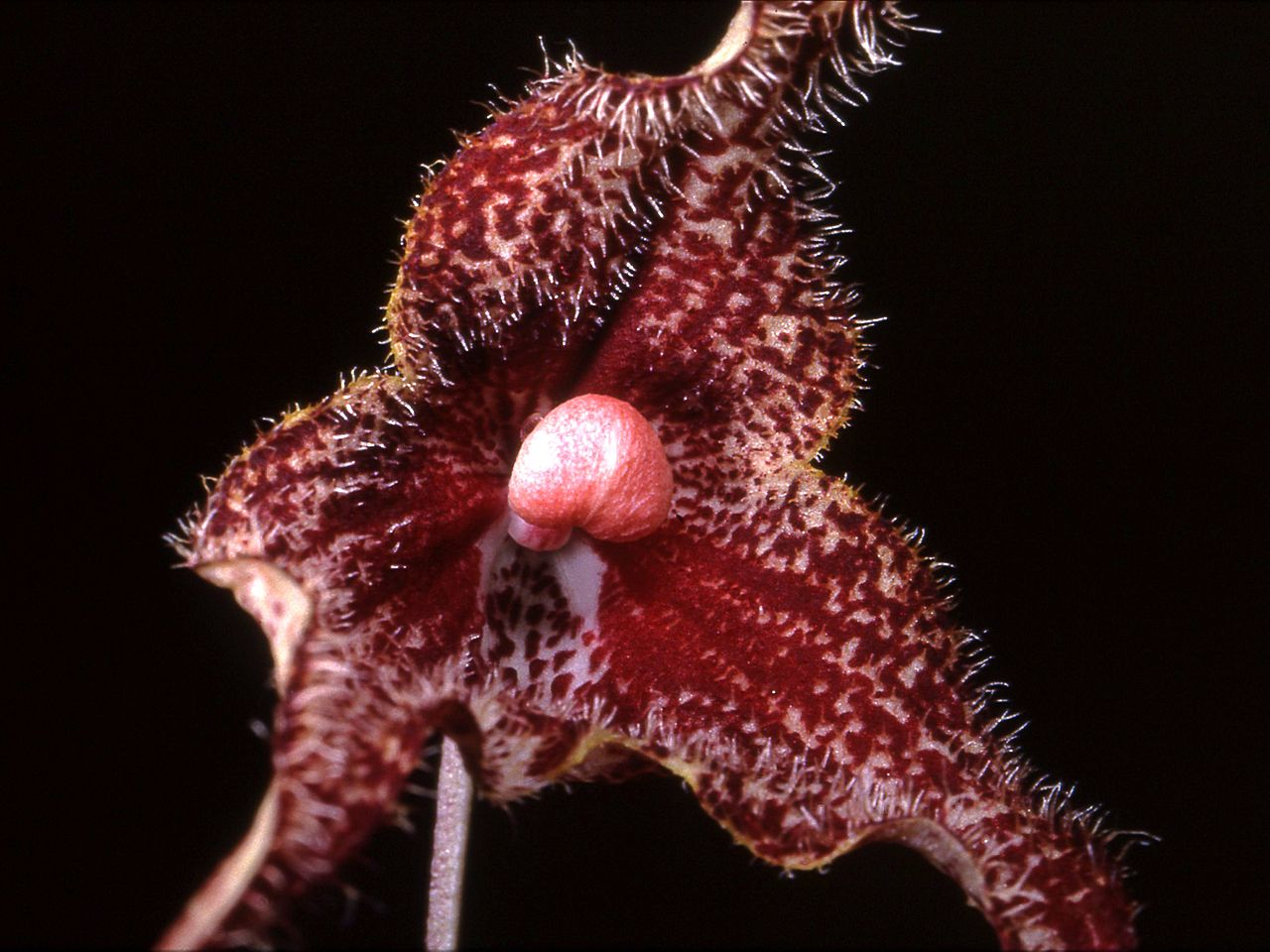